# Spider-Man (videogioco 1982)
Spider-Man è un videogioco d'azione pubblicato nel 1982 da Parker Brothers per l'Atari 2600.
Questo è stato il primo videogioco per la serie Spider-Man e anche il primo videogioco dei Marvel Comics.

## Modalità di gioco
Il gioco permette al giocatore di controllare Spider-Man che scala un edificio con le sue ragnatele per disinnescare le bombe lanciate da Goblin. Spider-Man può usare soltanto i suoi lancia-ragnatele per scalare l'edificio, e se un nemico tocca una ragnatela Spider-Man precipiterà, anche se il giocatore potrà spararne un'altra per salvarlo.
Una volta raggiunta la cima del palazzo, Spider-Man dovrà vedersela con Goblin che ha piantato una "super-bomba", la cui miccia si accenderà sconfiggendo un certo numero di nemici e/o disinnescando un certo numero di piccole bombe. Una volta che la miccia è accesa, c'è un limite di tempo per raggiungere la bomba prima che esploda. Dopo aver sconfitto Goblin e aver disinnescato la super-bomba, il gioco ricomincia nel livello successivo, dove potrebbero esserci una velocità maggiore e/o edifici più alti (a volte anche con un colore diverso).

## Accoglienza
Mark Trost di Electronic Fun with Computers & Games ha recensito il gioco nel febbraio 1983, assegnandogli come voto 3 su 4. Lo ha criticato per essere un derivato del videogioco arcade del 1980 Crazy Climber, ma ha affermato che era una "bella variazione sul tema" con abilità di tiro con la ragnatela e oscillazione, e lo ha definito "un gioco stimolante, graficamente accettabile e in definitiva avvincente".